# Zábrzdná vzdálenost
Zábrzdná vzdálenost je v kolejové dopravě vzdálenost, na kterou musí být nejhůře brzděný vlak jedoucí nejvyšší dovolenou rychlostí v daném úseku schopen zastavit. Od zábrzdných vzdáleností se odvozují předepsané vzdálenosti pro umístění návěstidel všech druhů. Vzhledem k tomu, že vlak má vinou nižší adheze podstatně delší brzdnou dráhu než silniční vozidla, je nutné, aby strojvedoucí věděl o blížícím se místě, kde je nutné zastavit nebo zpomalit, dostatečně dopředu. Na zábrzdnou vzdálenost před místem, kde je nutné zastavit, se umístí předvěst.
Požadavky na brzdící schopnost vlaků jsou pro každý úsek trati a pro každý vlak udány tabelárním jízdním řádem (maximální rychlost a požadovaná minimální brzdící procenta pro tuto rychlost); nejsou-li brzdící procenta splněna, dovolená rychlost se stanoveným způsobem snižuje. 

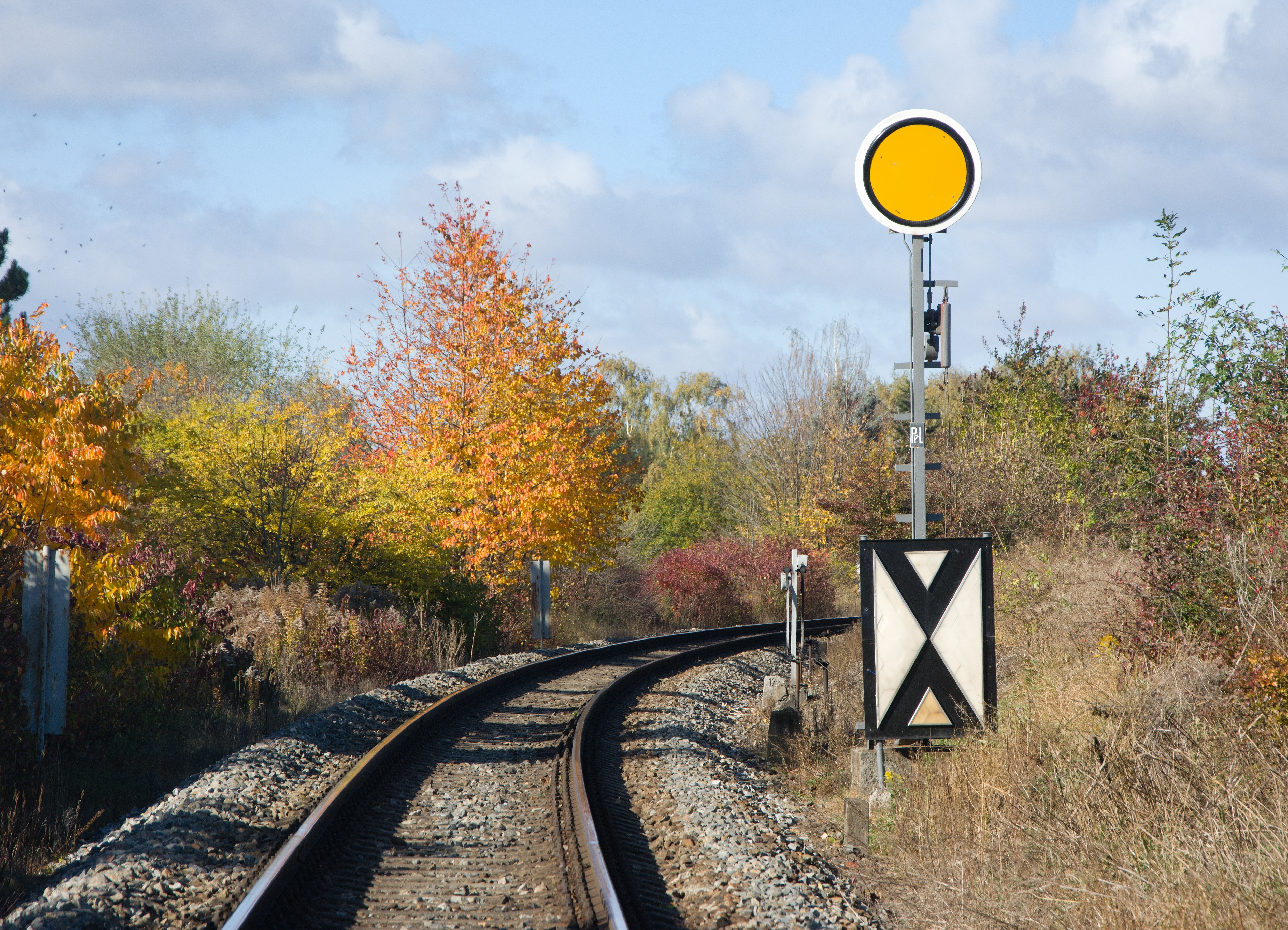
Mechanická předvěst, která je umístěna na zábrzdnou vzdálenost před vjezdovým návěstidlem stanice

## Zábrzdné vzdálenosti v Česku
Zábrzdné vzdálenosti na železniční síti Správy železnic jsou stanoveny takto:
- 400 m – pro tratě s rychlostí 60 km/h a nižší
- 700 m – pro tratě s rychlostí vyšší než 60 km/h do rychlosti 100 km/h
- 1000 m – pro tratě s rychlostí vyšší než 100 km/h do rychlosti 160 km/h[1]

Na tratích se zábrzdnou vzdáleností 1000 m může být nejvyšší dovolená rychlost vlaku větší než 120 km/h až do 160 km/h včetně pouze tehdy, když je o návěsti „Výstraha“ nebo o návěstech, které předvěstí sníženou rychlost, informován strojvedoucí na vedoucím drážním vozidle prostřednictvím vlakového zabezpečovače již od předchozího návěstidla.
Tratě s rychlostí nad 160 km/h se zatím v síti Správy železnic nenacházejí.